# Trương Tòng Chính
Trương Tòng Chính (tiếng Trung: 張從正; bính âm: Zhāng Cóngzhèng; 1156–1228), biểu tự Tử Hòa (tiếng Trung: 子和; bính âm: Zihé), là một thầy thuốc và văn sĩ người Trung Quốc hoạt động trong thời nhà Kim. Ông hoạt động tại thủ phủ Đại Lương (大梁; ngày nay là Khai Phong, Hà Nam) và được biết với cách tiếp cận y học hung bạo và không chính thống, dựa trên niềm tin mọi bệnh tật đều do tà khí gây ra. Ông được coi là một trong "Tứ đại sư" của triều đại Kim–Nguyên.

## Quan điểm và thực hành

### Quan điểm chung
Trương có một quan điểm gây tranh cãi, cho rằng tất cả bệnh tật là do tà khí gây ra. Viết trong Nho môn sự thân (儒门事亲), do bằng hữu của ông là Ma Cửu Trù chủ biên, Trương đề xuất ba phương pháp để loại bỏ tà khí trong cơ thể, đó là hạ 下 pháp (do khí ở phần dưới cơ thể), hãn 汗 (đổ mồ hôi do khí "mầm bệnh" gần lớp thượng bì) và ẩu thổ 呕吐 (nôn mửa do tắc nghẽn phần trên cơ thể). Trương chấp thuận châm cứu và ngải cứu. Dù vậy, ông thận trọng khi dùng dược phẩm, trái ngược với "chiến thuật ăn kiêng". Mặc dù Trương chưa từng yết kiến thầy thuốc Lưu Hoàn Tố, nhưng ông đã bị ảnh hưởng bởi các tác phẩm của Lưu, đặc biệt về vấn đề chữa trị "rối loạn phong".

### Lối chữa trị khác biệt
Học giả y học thời nhà Minh Lý Trung Tử đã so sánh cách tiếp cận khác biệt của Trương Tòng Chính, người tiên phong trong trường phái tư tưởng Công hạ phái (攻下派, nghĩa là "Phản công và thanh lọc" ) và Tiết Tắc, người ủng hộ phương thuốc Ôn bổ phái (温补派), nghĩa là bài thuốc "Làm ấm và tẩm bổ"): "Phương pháp trị liệu của hai y sĩ này nghịch nhau nhưng lại công hiệu bằng nhau?" Theo Lý Trung Tử, cách tiếp cận y học của Trương hung bạo hơn bởi vì ông chữa trị cho những công nhân bần hàn có thể "chịu đựng sự thanh tẩy mạnh mẽ của ông ta". Ngược lại, Tiết Tắc chữa trị cho tầng lớp quý tộc có cơ thể tương đối yếu hơn vì thế cần "thuốc bổ" để tăng cường hệ miễn dịch.
Bản thân Trương Tòng Chính cho rằng bệnh nhân từ các vùng nông thôn phải được chữa trị khác biệt: "Bởi vì biên giới phía nam nóng hơn, thích hợp dùng phương thuốc vị đắng và tính mát để chữa trị. Vùng phía bắc lạnh hơn, nên dùng phương thuốc có vị đắng và tính ấm để chữa trị." Ở một nơi khác, ông cho rằng những người từ "miền trung" phần lớn dễ bị rối loạn tỳ và bao tử vì thói quen ăn uống của họ.

### Sinh đẻ
Theo bệnh sử, Trương đã chữa trị cho một nữ bệnh nhân trong tình trạng nguy hiểm tính mạng sau khi ba bà mụ đã dùng lực quá mạnh với cô, vì vậy đã gây chết thai nhi. Ông được cho là đã tiến hành cấp cứu thai nhi đã chết bằng cách dùng một dụng cụ tạm thời bao gồm một cái móc từ một chiếc cân thép gắn vào một sợi dây. Một trường hợp khác, Trương chẩn đoán một phụ nữ đã lập thất, cô mơ thấy mình "giao hợp với ma quỷ và thần tiên" trong nhiều năm, cùng "tràn âm" trong cơ thể khiến cô không thể mang thai.

### Chứng điên loạn
Trương Tòng Chính được cho là thầy thuốc đầu tiên đưa ra lý thuyết chứng điên loạn là do lửa, nhiệt và dịch nhầy gây ra, và có thể chữa trị bằng thuốc gây nôn và thuốc nhuận tràng, ngoài phương pháp tâm lý trị liệu. Ví dụ, Trương lưu ý con người có thể mắc bệnh tâm thần sau khi "(ngã) khỏi ngựa" hoặc "(rơi) xuống giếng", vì "dịch nhầy tiết ra ở phần trên cơ thể" mà chỉ có thể loại bỏ bằng chữa trị nôn mửa. Trong một ghi chép cụ thể, Trương đã trói một người đàn ông "điên loạn" vào bánh xe quay; "cơn điên hoàn toàn dừng lại" sau khi người đàn ông nôn mửa và uống vài lít nước lạnh.

## Cuộc sống và di sản
Trương Tòng Chính sinh năm 1156, hoạt động tại thủ phủ Đại Lương (大梁; ngày nay là Khai Phong, Hà Nam). Ông tự học tại gia từ khi còn nhỏ. Vì cách tiếp cận y học không chính thống, ông không tương tác nhiều với những người đồng môn. Trương qua đời năm 1228.
Trong lịch sử y học cận đại ở Trung Quốc, Trương Tòng Chính được coi là một trong "Tứ đại gia" (四大家) thời Kim–Nguyên, cùng với Lý Đông Viên, Lưu Hoàn Tố và Châu Chấn Hanh. Tuy nhiên, trong triều đại nhà Minh và nhà Thanh, "Tứ đại gia" được coi là Lý Đông Viên, Lưu Hoàn Tố, Châu Chấn Hanh và Trương Trọng Cảnh (thay vì Trương Tòng Chính).

### Trích dẫn
1. 1 2 3 4 5 6 7 8  Simonis 2014, tr. 625.
2. 1 2 3  Chace 2022, tr. 149.
3. ↑  Simonis 2015, tr. 56.
4. 1 2  Hanson 2012, tr. 64.
5. ↑  Hanson 2012, tr. 63.
6. ↑  Hanson 2012, tr. 40.
7. ↑  Hanson 2012, tr. 42.
8. ↑  Wu 2010, tr. 182.
9. ↑  Furth 1999, tr. 122–123.
10. ↑  Cheng 2020, tr. 51.
11. 1 2  Liao 2014, tr. 91.
12. 1 2  Simonis 2014, tr. 626.
13. 1 2  Furth 1999, tr. 136.
14. ↑  Goldschmidt 2009, tr. 203.